# Diana Ferreti
Diana Ferreti es una exmodelo y actriz mexicana que ha participado tanto en cine, televisión y videohomes. Tiene 3 hermanos.

## Carrera
Se inició como modelo en la década de los 80 y después incursionó como actriz en películas sobre matones y narcotráfico como Siete en la mira (1984), Los ases del contrabando (1985), Rosa de la frontera (1986), El hijo de Pedro Navajas (1986), El último escape (1990), La cumbia asesina (1991), A sangre fría (2002) y recientemente en Canon: fidelidad al límite (2013), por mencionar algunas de su larga filmografía. En televisión ha actuado en telenovelas tanto de la empresa Televisa como también de TV Azteca, su primera telenovela fue Seducción en 1986, posteriormente le seguiría la exitosa Mi segunda madre en 1989. En 1997 regresó a la televisión al integrarse al elenco de la telenovela Al norte del corazón. En 2003 actuó en la telenovela El alma herida, asimismo participó en varios episodios de la serie de televisión Lo que callamos las mujeres. En 2013 realizó su actuación más reciente en la telenovela Prohibido amar.

## Filmografía

### Cine
- Canon: fidelidad al límite (2013).
- Batos locos (2004).
- La metiche (2003).
- Entre narcos, mota y polvo (2002).
- A sangre fría (2002).
- Una tumba más (2001).
- Malditos violadores (2001).
- La camioneta gris 2 (2000).
- Huida al infierno (1999).
- Esta noche entierro a Pancho (1995).
- El gatillero de la mafia (1995).
- Violento hasta los huesos (1993).
- S.I.D.A., síndrome de muerte (1993).
- La cumbia asesina (1991).
- Millonario a la fuga (1991).
- Mafiosos mañosos (1991).
- Venganza de policía (1990).
- La hora 24 (1990).
- El último escape (1990).
- La taquera picante (1990).
- Tarot sangriento (1990).
- Solo para adúlteros (1989).
- Tacos, tortas y enchiladas (1988).
- Durazo, la verdadera historia (1988).
- Con el niño atravesado (1988).
- La nalgada de oro (1988).
- Un macho en el salón de belleza (1987).
- Conexión criminal (1987).
- Duro y parejo en la casita del pecado (1987).
- Un macho en la cárcel de mujeres (1986).
- Toda la vida (1986).
- El hijo de Pedro Navajas (1986).
- El placer de la venganza (1986).
- Esta noche cena Pancho (1986).
- Nacido para matar (1986)
- La fuga del Caro (1986).
- Yako: Cazador de malditos (1985)
- Rosa de la frontera (1985).
- Los ases del contrabando (1985).
- Siete en la mira (1984).

### Telenovelas
- Prohibido amar (2013-2014) .... Patricia "Paloma" Aguilera.
- El alma herida (2003-2004) .... Cristina.
- Al norte del corazón (1997) .... Amara.
- Mi segunda madre (1989) .... Carolina Morales de Saucedo.
- Seducción (1986) .... Alicia.

### Series de televisión
- Un día para vivir ... Madre superiora (2023) (1 episodio)
- Lo que callamos las mujeres (2001) (1 episodio).

- Datos: Q24567420